# トリン
トリン(thorin)は、バリウム、ベリリウム、リチウム、ウラン、そしてトリウムの化合物の測定に使われる指示薬である。ヒ素を含む化合物であり、毒性が高い。